# UGC 6073
UGC 6073 = Arp 198 ist ein interagierendes Galaxienpaar im Sternbild Leo. Das Galaxienpaar ist etwa 391 Millionen Lichtjahre von der Milchstraße entfernt. Halton Arp gliederte seinen Katalog ungewöhnlicher Galaxien nach rein morphologischen Kriterien in Gruppen. Diese Galaxie gehört zu der Klasse Galaxien mit vom Kern ausgeschleuderter Materie.